# Finhaut
Finhaut är en ort och kommun i distriktet Saint-Maurice i kantonen Valais, Schweiz. Kommunen har 400 invånare (2023).
I kommunen finns även byn Le Châtelard nära gränsen till Frankrike och som har en gränsstation på järnvägen mellan Martigny och Chamonix i Frankrike. Från Le Châtelard finns en bergbana och turistjärnväg upp till kraftverksdammen Barrage d'Émosson som även den ligger inom kommunen.

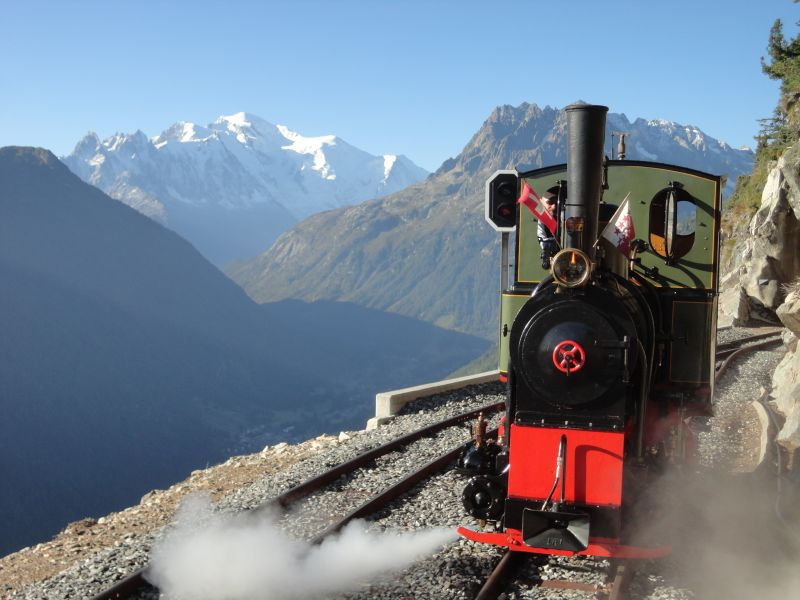
Turistjärnvägen till Barrage d'Émosson med Mont Blanc i bakgrunden